# Pogonophryne
Pogonophryne — рід окунеподібних риб родини Антарктичні бородатки (Artedidraconidae).

## Назва
Латинська назва роду походить від двох латинізованих грецьких слів — «борідка» (pogon), або підборідний вусик, і «жаба» (phrynos), що припускає зовнішню схожість голови риби з жабою.

## Поширення
Поширені у високих широтах Південного океану від узбережжя Антарктиди до Південних Оркнейських островів на глибинах 80-2542 м.

## Опис
Максимальна довжина тіла сягає 37 см. У першому спинному плавці звичайно 2 м'яких колючки (рідко 1 або 3), у другому спинному плавці 23-29 променів, в анальному плавці 15-19 променів, в грудному плавці 18-22 променя, в хвостовому плавці 8-10, зазвичай 9 гіллястих променів, загальне число тичинок на першій зябрової дузі 12-21, загальне число хребців 35-39.

## Види
Рід включає 25 описаних види:

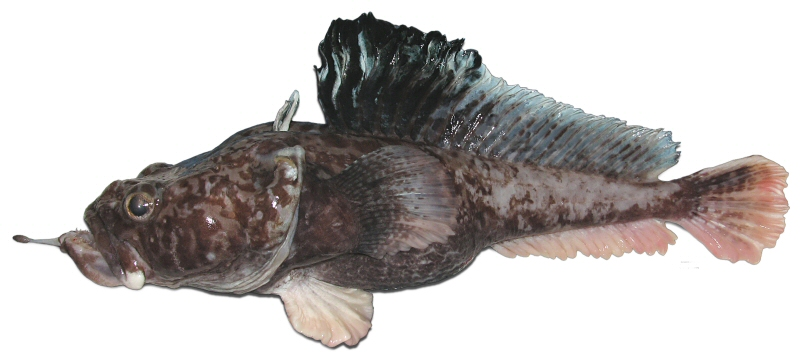
P. neyelovi

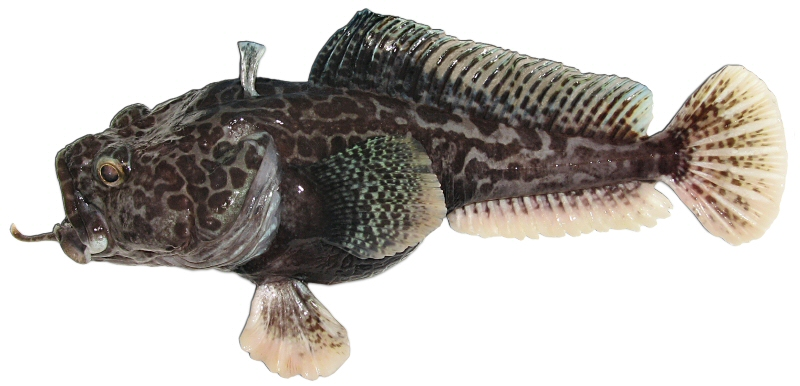
P. tronio

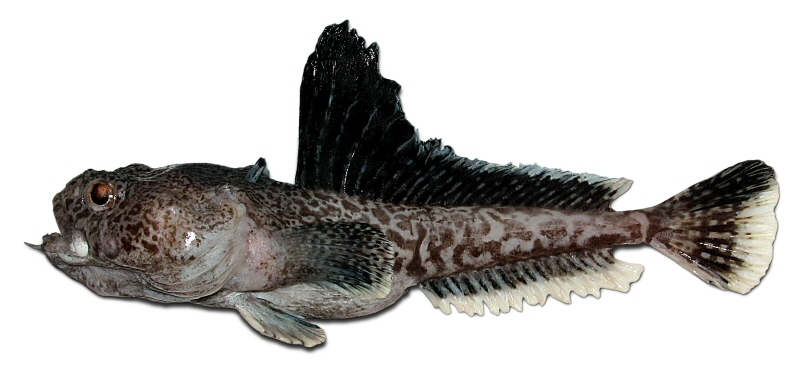
P. barsukovi

- Pogonophryne albipinna Eakin, 1981
- Pogonophryne barsukovi Andriashev, 1967
- Pogonophryne bellingshausenensis Eakin, Eastman & Matallanas, 2008
- Pogonophryne brevibarbata Balushkin, Petrov & Prut'ko, 2011
- Pogonophryne cerebropogon Eakin & Eastman, 1998
- Pogonophryne dewitti Eakin, 1988
- Pogonophryne eakini Balushkin, 1999
- Pogonophryne favosa Balushkin & Korolkova, 2013[4]
- Pogonophryne fusca Balushkin & Richard R. EakinEakin, 1998
- Pogonophryne immaculata Eakin, 1981
- Pogonophryne lanceobarbata Eakin, 1987
- Pogonophryne macropogon Eakin, 1981
- Pogonophryne marmorata Norman, 1938
- Pogonophryne mentella Andriashev, 1967
- Pogonophryne neyelovi Shandikov & Eakin, 2013[6]
- Pogonophryne orangiensis Eakin & Balushkin, 1998
- Pogonophryne pavlovi Balushkin, 2013[3]
- Pogonophryne permitini Andriashev, 1967
- Pogonophryne platypogon Eakin, 1988
- Pogonophryne sarmentifera Balushkin & Spodareva, 2013[5]
- Pogonophryne scotti Regan, 1914
- Pogonophryne skorai Balushkin & Spodareva, 2013[2]
- Pogonophryne squamibarbata Eakin & Balushkin, 2000
- Pogonophryne stewarti Eakin, Eastman & Near, 2009
- Pogonophryne tronio Shandikov, Eakin & Usachev, 2013[7]
- Pogonophryne ventrimaculata Eakin, 1987